# Mali Šenj
Mali Šenj (izvirno srbsko Мали Шењ) je naselje v Srbiji, ki upravno spada pod mesto Kragujevac; slednje pa je del Šumadijskega upravnega okraja.

## Demografija
V naselju živi 86 polnoletnih prebivalcev, pri čemer je njihova povprečna starost 50,5 let (49,6 pri moških in 51,3 pri ženskah). Naselje ima 40 gospodinjstev, pri čemer je povprečno število članov na gospodinjstvo 2,50.
|  |

| Demografija | Demografija     | Demografija     |
| Leto        | Št. prebivalcev | Št. prebivalcev |
| ----------- | --------------- | --------------- |
|             |                 |                 |
|             |                 |                 |
|             |                 |                 |
|             |                 |                 |
| 1948        | 283             |                 |
| 1953        | 279             |                 |
| 1961        | 255             |                 |
| 1971        | 204             |                 |
| 1981        | 157             |                 |
| 1991        | 130             | 117             |
| 2002        | 105             | 100             |
|             |                 |                 |

| Etnična sestava po popisu iz leta 2002 | Etnična sestava po popisu iz leta 2002 | Etnična sestava po popisu iz leta 2002 | Etnična sestava po popisu iz leta 2002 | Etnična sestava po popisu iz leta 2002 |
| -------------------------------------- | -------------------------------------- | -------------------------------------- | -------------------------------------- | -------------------------------------- |
| Srbi                                   | Srbi                                   |                                        | 99                                     | 99,0%                                  |
| Neznano                                | Neznano                                |                                        | 1                                      | 1,0%                                   |